# مستقیم از کامپتن (فیلم ۲۰۱۵)
مستقیم از کامپتن (به انگلیسی: Straight Outta Compton) یک فیلم زندگی‌نامه‌ای آمریکایی محصول سال ۲۰۱۵ به کارگردانی اف. گری گری که در مورد گروه گنگستا رپ، ان.دابلیو.ای و زندگی خوانندگان این گروه است، این فیلم در ۱۴ اوت ۲۰۱۵ در آمریکا اکران شد. داستان این فیلم بین سال‌های ۱۹۸۶ تا ۱۹۹۵ روایت می‌شود.

## تولید
فیلمبرداری اصلی در ۵ اوت ۲۰۱۴ در کامپتن، کالیفرنیا آغاز شد.